# Enicospilus katanus
Enicospilus katanus är en stekelart som beskrevs av Ian D. Gauld och Carter 1983. Enicospilus katanus ingår i släktet Enicospilus och familjen brokparasitsteklar. Inga underarter finns listade i Catalogue of Life.